# Lavinia Pavel
Lavinia Pavel (n. 10 iunie 1961) este un deputat român în legislatura 1996-2000, ales în județul Iași pe listele partidului USD-PD. Lavinia Pavel a fost validată pe data de 7 septembrie 2000 când a înlocuit pe deputata Valeria Mariana Stoica.  

## Legături externe
- Lavinia Pavel Arhivat în 23 februarie 2024, la Wayback Machine. la cdep.ro